# Burnham, Buckinghamshire
Burnham är en civil parish i Storbritannien. Den ligger i grevskapet Buckinghamshire och riksdelen England, i den södra delen av landet, 40 km väster om huvudstaden London.